# Fissidentalium shirleyae
Fissidentalium shirleyae är en blötdjursart som beskrevs av Lamprell och Healy 1998. Fissidentalium shirleyae ingår i släktet Fissidentalium och familjen Dentaliidae. Inga underarter finns listade i Catalogue of Life.